# Delia (indumento)

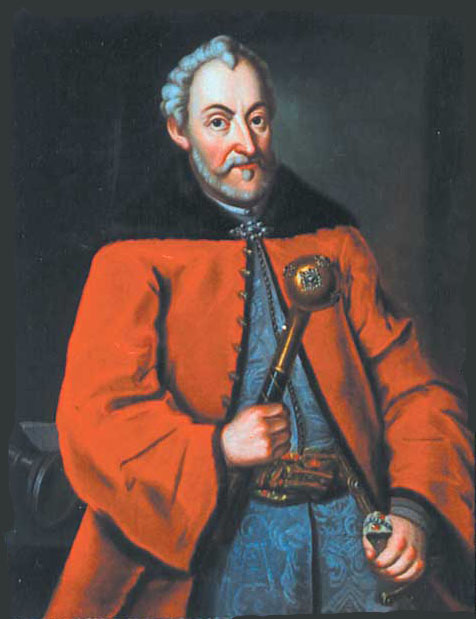
Jan Zamoyski, grande atamano della Confederazione polacco-lituana (1542-1605), vestito con una delia cremisi sopra il suo zupan di seta blu.

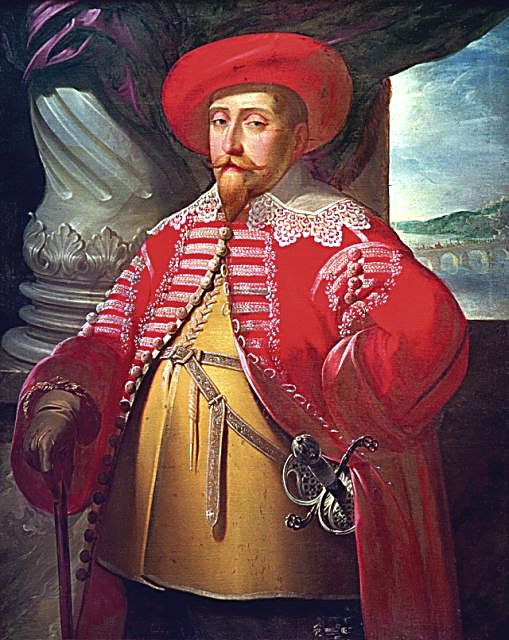
Gustavo II Adolfo di Svezia, vestito con una delia di fattura polacca

La delia (IPA: /ˈdɛlja/) era un soprabito maschile portato dai membri della szlachta, la classe aristocratica della Confederazione polacco-lituana, sopra lo zupan. Poteva essere realizzata in lana, cotone o velluto, con finiture di pelliccia, maniche lunghe e larghe e bottoni in metallo sul petto.